# Maoulida Darouèche
Maoulida Darouèche, född 7 februari 1990, är en friidrottare från Komorerna. Han deltog vid olympiska sommarspelen 2012 och olympiska sommarspelen 2016.